# Serafim Gomes Jardim da Silva
Serafim Gomes Jardim da Silva (Vila do Jequitaí, 7 de setembro de 1875 — Diamantina, 2 de novembro de 1969) foi um prelado da Igreja Católica brasileiro, arcebispo-emérito de Diamantina.
Foi ordenado presbítero em 1 de junho de 1901, em Diamantina.. Em 12 de março de 1914, o Papa Pio X nomeou-o primeiro bispo de Araçuaí. Recebeu a consagração episcopal do bispo de Diamantina, Joaquim Silvério de Sousa, em 20 de setembro do mesmo ano, tendo como co-consagradores o bispo de Botucatu, Lúcio Antunes de Sousa, e o bispo de Campanha, João de Almeida Ferrão. Deu entrada solene da Diocese em 18 de outubro do mesmo ano.
Em 26 de maio de 1934, o Papa Pio XI o elevou a arcebispo metropolitano de Diamantina. Em 28 de outubro de 1953, o Papa Pio XII aceitou a sua renúncia e nomeou-o arcebispo-titular de Anasarta.
Faleceu em Diamantina, depois de dois anos enfermo, em 2 de novembro de 1969.